# Premi ASIS&T al Mèrit Acadèmic
El Premi ASIS&T al Mèrit Acadèmic, en anglès ASIS&T Award of Merit, és un guardó lliurat per l'Association for Information Science and Technology (ASIS&T) a un investigador en el camp de la Informació i Documentació científica. És considerat com un dels més prestigiosos en aquest camp.
El nom anterior de l'entitat era American Society of Information Science and Technology, d'aquí les sigles ASIS&T.
Va ser lliurat per primera vegada el 1964 a Hans Peter Luhn, i té una periodicitat anual. Es lliura juntament amb altres premis, entre ells, el Premi ASIS&T al millor llibre publicat en Ciències de la Informació, i un altre a la recerca més significativa en aquests camps del saber. Encara que el premi pot ser atorgat a qualsevol investigador sense importar la seva nacionalitat, la veritat és que la majoria dels premiats són anglosaxons.
El 1984 va ser l'única ocasió en què el premi va ser concedit ex aequo: els guardonats van ser els nord-americans Joseph Becker i Martha Williams.
El guanyador es fa públic al Bulletin of the Association for Information Science and Technology i el premi es lliura a l'ocasió de l'assemblea anual de l'associació. El discursos d'acceptació del premi es poden llegir al butlletí mencionatː 2015, 2014, 2013

## Àrees de recerca
Segons ASIS&T, els premis són atorgats a una persona que hagi fet una contribució significativa al camp de la ciència de la informació per noves idees, nous serveis, el desenvolupament de millors tècniques o algun servei excepcional a la professió.
Les àrees de recerca són:
- Teoria i Història sobre el document, Informació, Documentació, Biblioteconomia, Arxivística, Bibliografia, Museologia.
- Organització, disseny i avaluació de biblioteques, centres de documentació i serveis d'informació.
- Lingüística documental: anàlisi, indexació, classificació, resums, llenguatges documentals, tesaurus.
- Organització del coneixement: Ontologies, taxonomies, sistemes de classificació.
- Recuperació d'informació: model booleà, model vectorial, model probabilístic, model cognitiu
- Informàtica aplicada: Bases de dades, repositoris d'informació, catàlegs automatitzats, indexació automàtica, indexació semàntica latent
- Serveis digitals: Documents digitals, biblioteques digitals, metadades, mineria de dades,
- Internet: browsing (navegació), posicionament web, arquitectura de la informació, gènere web, web semàntica, folcsonomia, mineria web.
- Interactivitat usuaris: webs amigables, interfícies, realimentació per rellevància.
- Tècniques mètriques d'informació: Bibliometria, Informetria, Cienciometria, Cibermetria, Webmetria, índex h
- Àrea empresarial: empreses documentals, gestió del coneixement, mercat de la informació.
- Professió, associacionisme i comunicació: bibliotecaris, documentalistes, bibliòmetres, gestors d'informació, científics de la informació, editors de publicacions científiques.
- Legislació: Dret a la informació, dret documental, protecció de dades, propietat intel·lectual

## Premiats[2][Cal actualitzar]
| Any  | País                        | Noms                          | Motiu |
| ---- | --------------------------- | ----------------------------- | --- |
| 1964 | Alemanya                    | Hans Peter Luhn               | Per emprar mètodes estadístics en la indexació; creació dels índexs KWIC en tesaurus.                                           |
| 1965 | Estats Units                | Charles Bourne                | Avaluació i automatització de biblioteques i llenguatge d'indexació.                                                            |
| 1966 | Estats Units                | Mortimer Taube                | Crear el concepte d'uniterme i el seu sistema d'indexació Uniterm.                                                              |
| 1967 | Regne Unit                  | Robert Fairthorne             | Formulació bàsica en Documentació, Bibliometria, Informàtica, Recuperació d'Informació.                                         |
| 1968 | Estats Units                | Carlos Cuadra                 | Pioner en bases de dades on line; primer editor de la revista Annual Review of Information Science and Technology .             |
| 1969 | Desert                      |                               | |
| 1970 | Regne Unit                  | Cyril Cleverdon               | Disseny de la metodologia per avaluar sistemes de recuperació d'informació.                                                     |
| 1971 | Estats Units                | Jerrold Orne                  | Expert en biblioteconomia. |
| 1972 | Estats Units                | Phyllis Richmond              | Per les seves teories sobre classificació.                                                                                      |
| 1973 | Estats Units                | Jesse Shera                   | Per les seves teories sobre biblioteconomia; pioner en automatització de biblioteques.                                          |
| 1974 | /                           | Manfred Kochen                | Xarxes socials de la informació i el coneixement.                                                                               |
| 1975 | Estats Units                | Eugene Garfield               | Formulació de la indexació de citacions. Creació del Institut per a la Informació Científica.                                   |
| 1976 | Estats Units                | Laurence Heilprin             | Principis de la ciència de la informació.                                                                                       |
| 1977 | Estats Units                | Allen Kent                    | Sistemes de recuperació d'informació.                                                                                           |
| 1978 | Estats Units                | Calvin Mooers                 | Formulació de terminologia en Recuperació d'Informació; creador del sistema Zatacoding.                                         |
| 1979 | Estats Units                | Fred Kilgour                  | Creador del servei de biblioteca en línia Online Computer Library Center.                                                       |
| 1980 | Estats Units                | Claire Kelly Schultz          | Implementacions en el model booleà de recuperació d'informació; estudio de la informació biosanitària.                          |
| 1981 | Estats Units                | Herbert S. White              | Estudis sobre biblioteques especialitzades.                                                                                     |
| 1982 | Estats Units                | Andrew Aines                  | Desenvolupament del sistema d'informació nord-americà; comunicació científica i tècnica.                                        |
| 1983 | Estats Units                | Dale Baker                    | Estudi de la informació química i la seva indústria.                                                                            |
| 1984 | Estats Units · Estats Units | Joseph Becker Martha Williams | Gestió de grans volums d'informació, creació de xarxa d'informació. Bases de dades en línia.                                    |
| 1985 | Estats Units                | Robert Chartrand              | Estudis en polítiques d'informació.                                                                                             |
| 1986 | Estats Units                | Bernard Fry                   | Anàlisi i tractament de la literatura gris.                                                                                     |
| 1987 | Estats Units                | Donald King                   | Pls seus estudis sobre ús i cost de les publicacions periòdiques.                                                               |
| 1988 | Regne Unit                  | Frederick Wilfrid Lancaster   | Investigacions en el control del vocabulari, indexacó i avaluació de biblioteques.                                              |
| 1989 | /                           | Gerard Salton                 | Creador del model d'espai vectorial de recuperació d'informació.                                                                |
| 1990 | Estats Units                | Pauline Atherton Cochrane     | Per les seves investigacions sobre llenguatge natural vs llenguatge controlat.                                                  |
| 1991 | Estats Units                | Roger K. Summit               | Creador de Dialog. |
| 1992 | Estats Units                | Robert Saxton Taylor          | Formulació teòrica de la ciència de la informació.                                                                              |
| 1993 | Estats Units                | Robert M. Hayes               | Formulació teòrica de la Informació; estudis en economia de la informació.                                                      |
| 1994 | Estats Units                | Harold Borko                  | Formulació teòrica de la Informació.                                                                                            |
| 1995 | Croàcia                     | Tefko Saracevic               | Aportacions al model cognitiu de recuperació d'informació; interacció usuari-sistema documental.                                |
| 1996 | Canadà                      | Jean Tague-Sutcliffe          | Formulació i estudi de la informetria.                                                                                          |
| 1997 | Alemanya                    | Dagobert Soergel              | Implementacions matemàtiques en tesaurus; estudi de la informació biomèdica.                                                    |
| 1998 | Estats Units                | Henry Small                   | Creador dels mapes o atles de la ciència en bibliometria.                                                                       |
| 1999 | Regne Unit                  | Jose Maria Griffiths          | Expert en creuar informació de bases de dades dispars.                                                                          |
| 2000 | Estats Units                | Don R. Swanson                | Disseny de la tècnica de mineria de dades Descobriment basat en la literatura científica; investigació en catàlegs.             |
| 2001 | Estats Units                | Patrick Wilson                | Psicologia d'usuaris en sistemes documentals; estudi de la rellevància.                                                         |
| 2002 | Regne Unit                  | Karen Spärck Jones            | Creadora del model probabilístic de recuperació d'informació; bases de la indexació ponderada.                                  |
| 2003 | Estats Units                | Nicholas Belkin               | Aportacions en el model cognitiu de recuperació d'informació; interacció usuari-ordinador, interfícies i biblioteques digitals. |
| 2004 | Estats Units                | Howard D. White               | Creador del sistema Authormap per a conèixer bibliomètricament la influència d'un científic en la seva àrea.                    |
| 2005 | Estats Units                | Marcia J. Bates               | Investigació i formulació en cerca i recuperació d'informació a Internet.                                                       |
| 2006 | Irlanda                     | Blaise Cronin                 | Formulació en information management.                                                                                           |
| 2007 | Estats Units                | Donald Kraft                  | Desenvolupament de la lògica difusa en recuperació d'informació; algorismes genètics.                                           |
| 2008 | Estats Units                | Clifford Lynch                | Disseny de repositoris institucionals d'informació; informació digital.                                                         |
| 2009 | Estats Units                | Carol Tenopir                 | Disseny de metodologies per a l'estudi de la comunicació científica.                                                            |
| 2010 | Estats Units                | Linda Smith                   | Estudis sobre referència bibliogràfica.                                                                                         |
| 2011 | Estats Units                | Gary Marchionini              | Estudis en el model cognitiu de recuperació d'informació; disseny d'interfícies.                                                |
| 2012 | Regne Unit                  | Michael Buckland              | Patrimoni cultural i història de la Informació                                                                                  |
| 2013 | Estats Units                | Carol Kuhlthau                | Disseny del model de resolució de problemes d'informació The information search project (ISP)                                   |
| 2014 | Estats Units                | Marjorie Hlava                | Enginyeria documental |
| 2015 | Estats Units                | Michael Koenig                | Informació i productivitat, gestió del coneixement empresarial; Informetria                                                     |
| 2016 | Dinamarca                   | Peter Ingwersen               | Webmetria, model cognitiu de recuperació de la informació                                                                       |